# 봉종헌
봉종헌(奉鍾憲, 1942년 ~ )은 대한민국의 제2대 기상청장이다. 본관은 하음이며, 서울 출신이다.

## 학력
- 파리 제6대학교 해양기상학 박사

## 경력
- 1993년 3월 12일 ~ 1997년 7월 27일 제6대 기상청장
- 한국기상산업진흥원장